# Alba Adriatica-Nereto-Controguerra
Alba Adriatica-Nereto-Controguerra (włoski: Stazione di Alba Adriatica-Nereto-Controguerra) – stacja kolejowa w Alba Adriatica, w regionie Abruzja, we Włoszech. Znajdują się tu 2 perony. Stacja obsługuje także, zgodnie z nazwą, miejscowości Nereto i Controguerra.